# Gray Frederickson
Harry Gray Frederickson, Jr. (né à Oklahoma City le 21 juillet 1937 et mort dans la même ville le 20 novembre 2022) est un producteur, acteur et scénariste américain.

## Filmographie

### Comme producteur
- 1970 : L'ultime randonnée (Little Fauss and Big Halsy)
- 1971 : Making It
- 1972 : Le Parrain (The Godfather) de Francis Ford Coppola
- 1973 : Hit!
- 1974 : Le Parrain II (The Godfather: Part II) de Francis Ford Coppola
- 1979 : Apocalypse Now de Francis Ford Coppola
- 1982 : Coup de cœur (One from the Heart)
- 1983 : Outsiders (The Outsiders)
- 1986 : Le Retour de Mike Hammer (The Return of Mickey Spillane's Mike Hammer) de Ray Danton
- 1987 : Texas police (Houston Knights) (série TV)
- 1989 : UHF
- 1990 : Le Parrain 3 (The Godfather: Part III) de Francis Ford Coppola
- 1992 : Ladybugs
- 1993 : Staying Afloat (TV)
- 1996 : Vengeance froide (Heaven's Prisoners)
- 2000 : South of Heaven, West of Hell
- 2006 : Cloud 9

### Comme acteur
- 1967 : Un italiano in America
- 1978 : Big Wednesday : Docteur
- 1979 : 1941 : lieutenant Bressler
- 1988 : À l'épreuve des balles (Bulletproof) de Steve Carver : Border Guard
- 1996 : Vengeance froide (Heaven's Prisoners) : shérif Len Whitley

## Prix et distinctions
- 1975 : Oscar du meilleur film pour Le Parrain II (The Godfather: Part II) (avec Fred Roos et Francis Ford Coppola)
- 1980 : nomination à l'Oscar du meilleur film pour Apocalypse Now (avec Fred Roos, Tom Sternberg et Francis Ford Coppola)